# Renzo Corni
Renzo Corni (Ravarino, 9 luglio 1944) è un dirigente sportivo, allenatore di calcio ed ex calciatore italiano, di ruolo mediano.

## Carriera

### Giocatore
Cresciuto nelle giovanili del Torino, viene ceduto in prestito alla Reggiana con cui disputa da titolare (35 presenze e 4 reti) il campionato di Serie B 1966-1967. Rientrato a Torino riesce ad affacciarsi in prima squadra (esordio in Serie A il 24 settembre 1967 in occasione della sconfitta esterna con il L.R. Vicenza), ma senza riuscire ad imporsi come titolare (19 presenze in due stagioni), contribuendo però alla conquista della Coppa Italia 1967-1968.
Nell'estate 1969 si trasferisce quindi alla Sampdoria, dove dopo una stagione a mezzo servizio (17 presenze e 2 reti) si impone come titolare nella stagione 1970-1971 (29 presenze), mentre nella stagione successiva l'allenatore Heriberto Herrera gli preferisce nel ruolo il giovane Roberto Casone e finisce fra i rincalzi (4 sole presenze).
Nel 1972 scende quindi in Serie C passando al Modena, per poi tornare in Serie B con la Reggina per la stagione 1973-1974. Dopo la retrocessione dei calabresi a fine stagione esce dal calcio ad alto livello.
Nel 1975 si accorda con la Nocerina, squadra nella quale resta per due stagioni, svolgendo anche le mansioni di allenatore nella stagione 1976-77 dopo l'esonero di Rino Santin.
In carriera ha collezionato complessivamente 69 presenze e 2 reti in Serie A e 54 presenze e 4 reti in Serie B.

### Allenatore e dirigente
Ha allenato la Nocerina nella stagione 1976-1977, nella quale ha ricoperto il doppio ruolo di giocatore e tecnico.
Nella stagione 1978-1979 ha iniziato a lavorare come direttore sportivo, ricoprendo tale incarico alla Nocerina; in seguito ha svolto il medesimo ruolo in formazioni quali Rimini, Brescia, Padova, Prato, Reggiana, SPAL, Torino, Livorno e Pisa, dove ha terminato l'attività nel 2005.

## Palmarès

### Giocatore
Coppa Italia: 1 
Torino: 1967-1968
- Campionato italiano Serie C: 1

Nocerina: 1977-1978 (girone C)